# Washburn (Maine)
Washburn es un pueblo ubicado en el condado de Aroostook en el estado estadounidense de Maine. En el Censo de 2010 tenía una población de 1.687 habitantes y una densidad poblacional de 18,64 personas por km².

## Geografía
Washburn se encuentra ubicado en las coordenadas 46°47′30″N 68°6′35″O / 46.79167, -68.10972. Según la Oficina del Censo de los Estados Unidos, Washburn tiene una superficie total de 90.5 km², de la cual 88.68 km² corresponden a tierra firme y (2.01%) 1.82 km² es agua.

## Demografía
Según el censo de 2010, había 1.687 personas residiendo en Washburn. La densidad de población era de 18,64 hab./km². De los 1.687 habitantes, Washburn estaba compuesto por el 96.68% blancos, el 0% eran afroamericanos, el 0.95% eran amerindios, el 0.47% eran asiáticos, el 0% eran isleños del Pacífico, el 0.71% eran de otras razas y el 1.19% pertenecían a dos o más razas. Del total de la población el 1.36% eran hispanos o latinos de cualquier raza.